# Dasylirion longissimum
Dasylirion longissimum là một loài thực vật có hoa trong họ Măng tây. Loài này được Lem. mô tả khoa học đầu tiên năm 1856.

## Hình ảnh

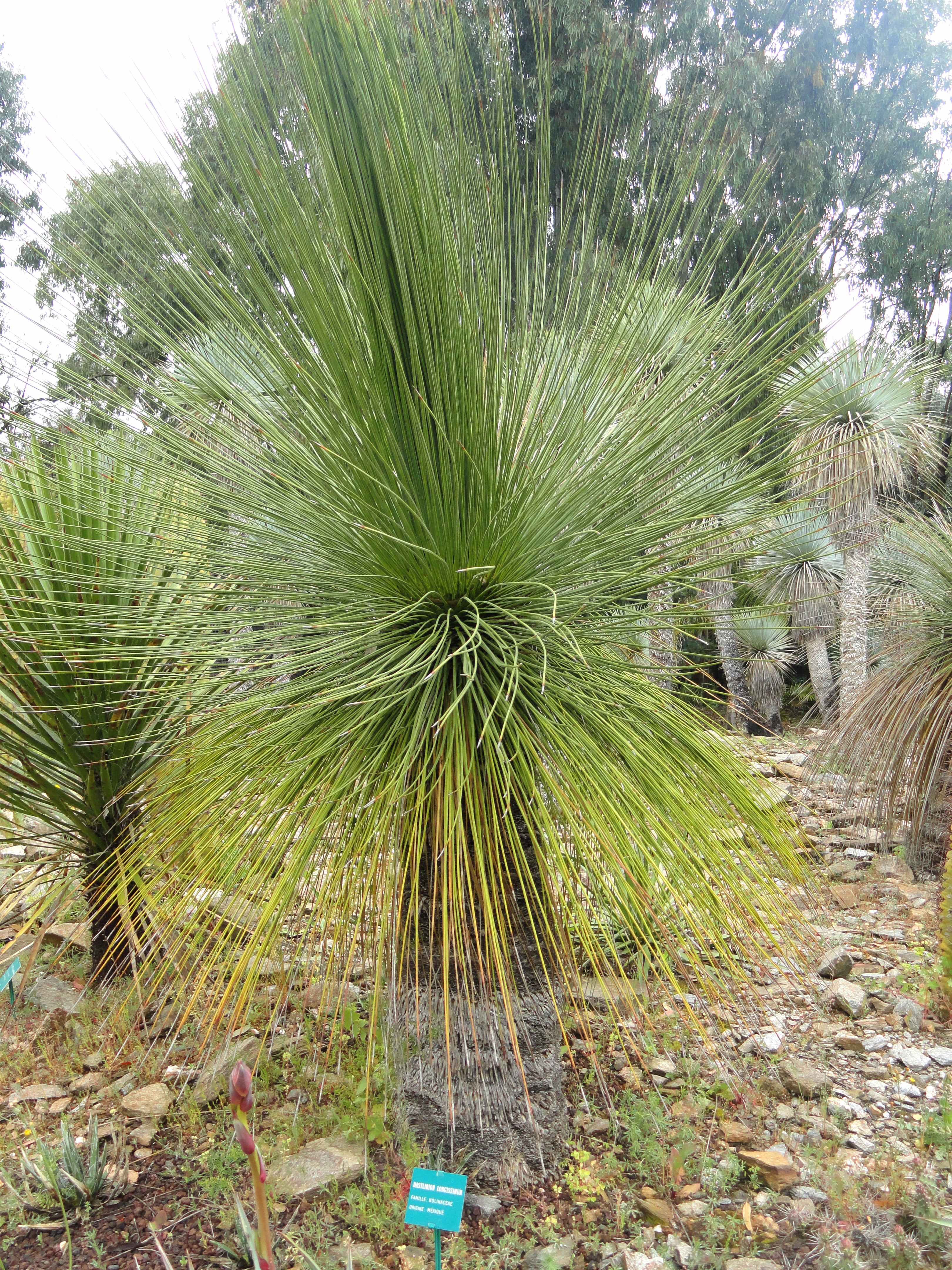
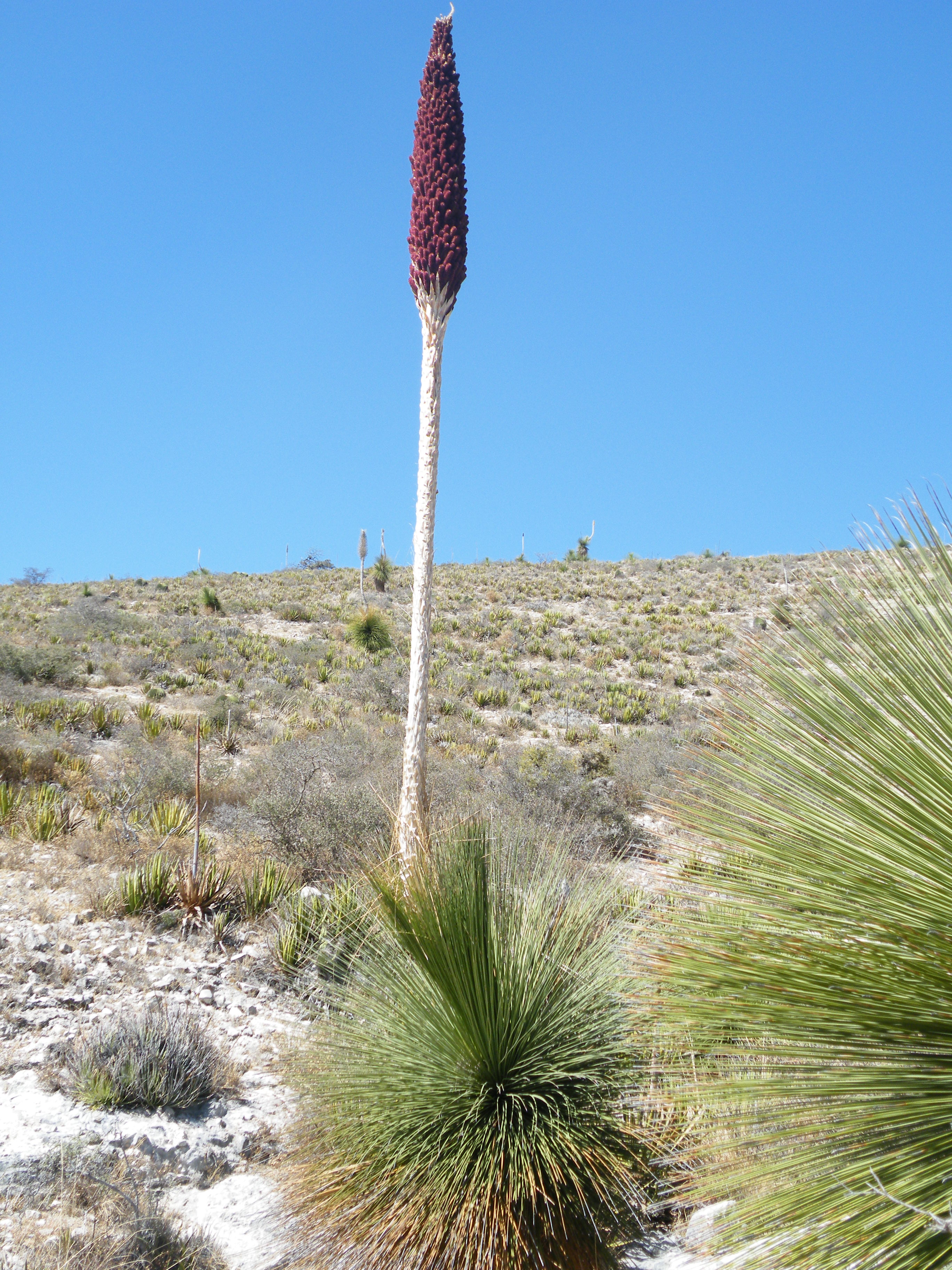
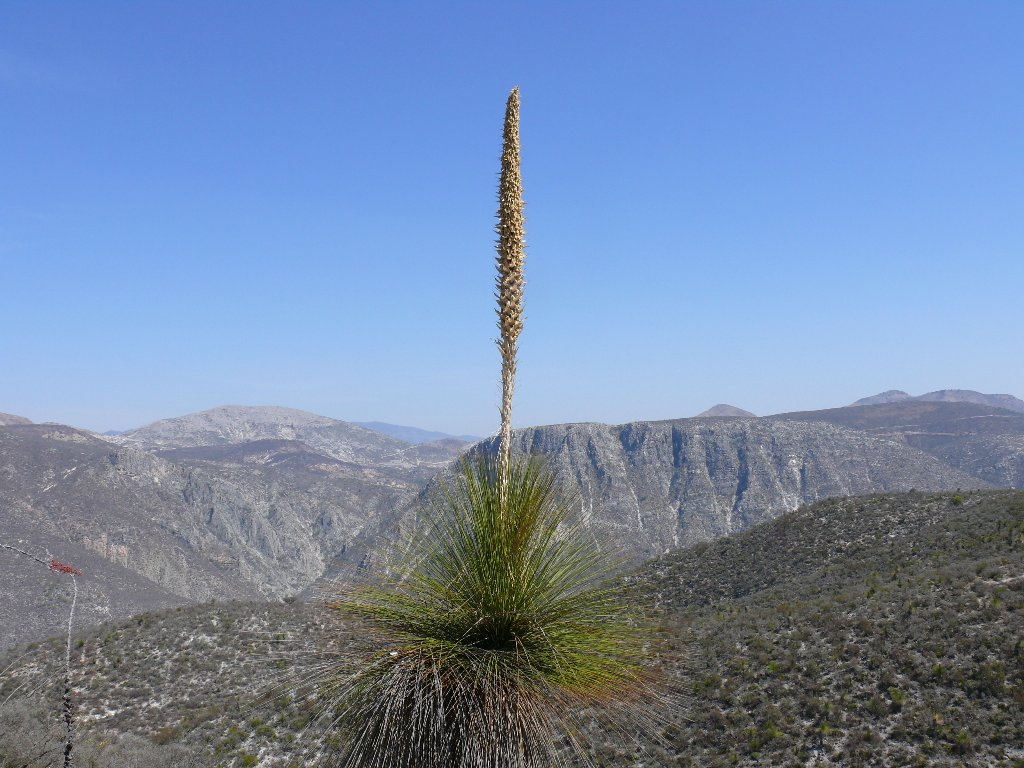
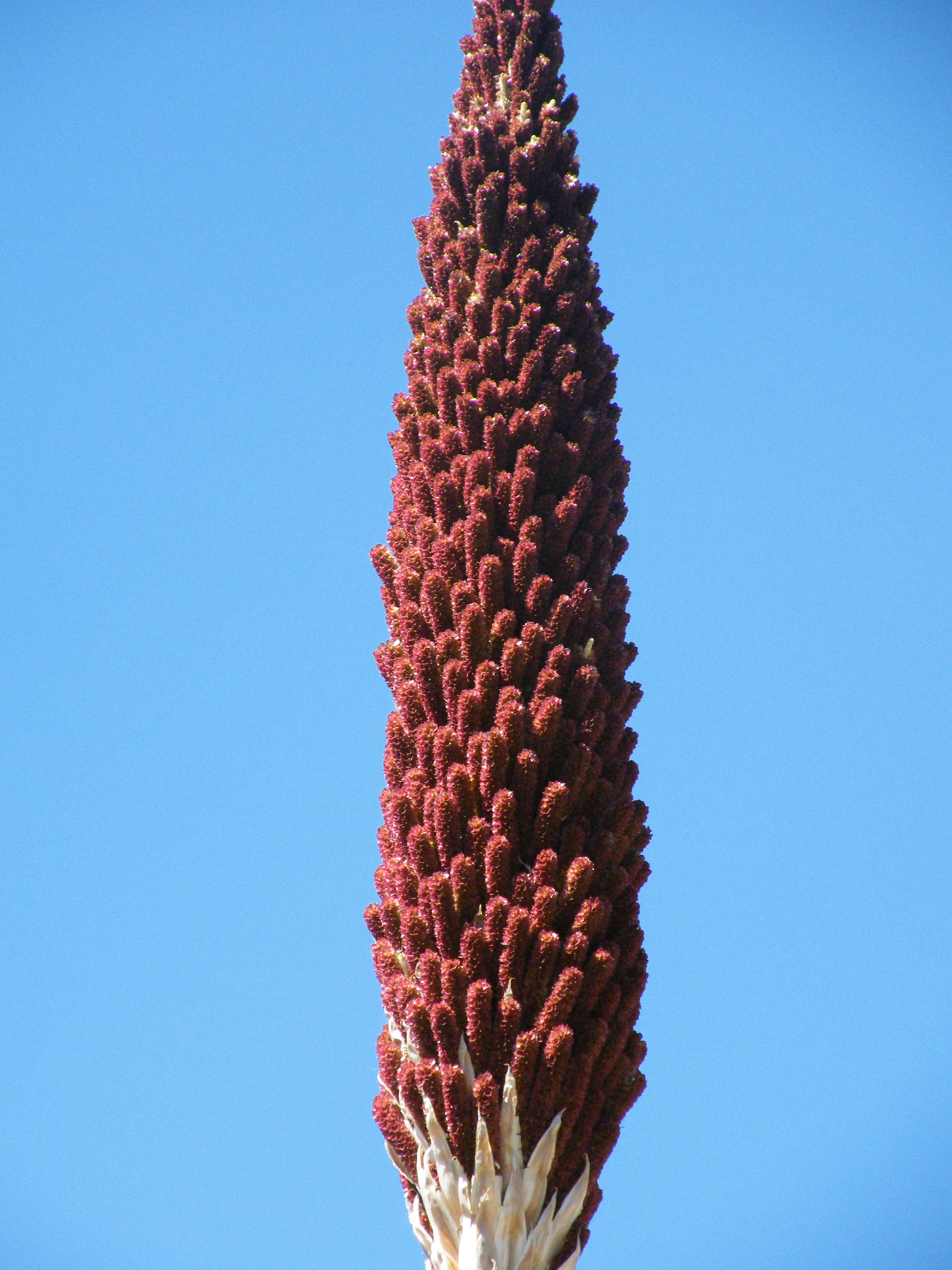